# Nicky Hopkins
Nicky Hopkins (24 de fevereiro de 1944 - 6 de setembro de 1994) foi um pianista britânico que participou de algumas das mais importantes gravações da música no Reino Unido e nos Estados Unidos durante os anos 60 e 70, tocando piano e órgão. Ele é considerado um dos mais importantes músicos de sessão da história do rock, tocando com inúmeras bandas.
Nicky Hopkins começou sua carreira no começo dos anos 60 como pianista do Savages de Screaming Lord Sutch (banda que também incluía Jimmy Page, outro músico de sessão que formaria o Led Zeppelin).
Ele passou a tocar com outros artistas em Londres, logo se tornando um dos mais requisitados da cena, contribuindo com seu estilo boogie-woogie ao piano para muitas gravações de sucesso.
Em 1965 Hopkins tocou no álbum de estreia do The Who, My Generation. Ele gravaria com praticamente todas as grandes bandas britânicas dos anos 60, como The Beatles, The Rolling Stones, The Kinks, e também em discos solo de John Lennon, Jeff Beck e outros. Foi Hopkins inclusive quem ajudou a definir o "som de São Francisco" ao tocar nos álbuns do Jefferson Airplane e da Steve Miller Band, juntando-se brevemente ao Quicksilver Messenger Service e tocando com o Jefferson Airplane no Festival de Woodstock.
Como músico de sessão, Hopkins ficou famoso por sua habilidade de fazer ótimas performances com pouco ou nenhum ensaio, e notável por seu hábito de ler histórias em quadrinhos durante as sessões de gravação. Hopkins morreu em 6 de setembro de 1994, com 50 anos, na cidade de Nashville, Tennessee, de complicações resultantes e uma cirurgia ao intestino presumivelmente relacionada com a sua longa luta conta a doença de Crohn.

## Músicos com quem tocou
Assim como as bandas já mencionadas, a interminável lista de colaborações de Hopkins em mais de quatro décadas de carreira inclui:
- John Lennon
- The Creation
- Joe Cocker
- Donovan
- The Easybeats
- Randy Newman
- George Harrison
- Harry Nilsson
- Marc Bolan
- David Bowie
- Jack Bruce
- Belinda Carlisle
- Cheech & Chong
- Family
- Lonnie Donegan
- Peter Frampton
- Jerry Garcia
- Art Garfunkel
- Roy Harper
- Julio Iglesias
- Nils Lofgren
- Paul McCartney
- Gary Moore
- Yoko Ono
- The Pretty Things
- The Pointer Sisters
- Leo Sayer
- Carly Simon
- Spinal Tap
- Rick Springfield
- Ringo Starr
- Rod Stewart
- Joe Walsh
- Jennifer Warnes
- Carl Wilson
- Ron Wood
- Bill Wyman